# Раёк
Раёк — народный театр, состоящий из небольшого ящика с двумя увеличительными стёклами впереди. Внутри него переставляются картинки или перематывается с одного катка на другой бумажная полоса с доморощенными изображениями разных городов, великих людей и событий. Раёшник передвигает картинки и рассказывает присказки и прибаутки к каждому новому сюжету. Картинки эти были выполнены часто в лубочном стиле, первоначально имели религиозное содержание в основании панорамы когда-то лежало «Райское действо» (Paradeisspiel) — отсюда название «раёк», где дьявол, а отчасти и прародители играют комическую роль; постепенно осложняясь новыми комическими сценами, подобно вертепному действу, райское действо сначала отступило на задний план, а затем исчезло; остались картины лишь светского содержания, включая политические. Широко практиковался ярмарочный раёк.
Раёшник или раёчник — рассказчик, исполнитель райка, а также человек, посещающий раёк. Кроме того, термином раёшник (либо раёшный стих) обозначается рифмованная проза, которой говорил рассказчик и его персонажи.